# Avessadas
Avessadas est une localité portugaise de la municipalité de Marco de Canaveses qui fut le siège de l’ancienne freguesia d’Avessadas. Cette freguesia avait une superficie de 6,11 km² et 1 247 habitants (2011), soit une densité de population de 204,1 hab/km².
La freguesia d’Avessadas a été supprimée (regroupée) lors de la réorganisation administrative de 2013, son territoire ayant été rattaché à celui de la freguesia de Rosém afin de créer la freguesia d’Avessadas e Rosém.
On y trouve le Sanctuaire de l’Enfant Jésus de Prague.

## Population
| Population de la freguesia d’Avessadas | Population de la freguesia d’Avessadas | Population de la freguesia d’Avessadas | Population de la freguesia d’Avessadas | Population de la freguesia d’Avessadas | Population de la freguesia d’Avessadas | Population de la freguesia d’Avessadas | Population de la freguesia d’Avessadas | Population de la freguesia d’Avessadas | Population de la freguesia d’Avessadas | Population de la freguesia d’Avessadas | Population de la freguesia d’Avessadas | Population de la freguesia d’Avessadas | Population de la freguesia d’Avessadas | Population de la freguesia d’Avessadas |
| -------------------------------------- | -------------------------------------- | -------------------------------------- | -------------------------------------- | -------------------------------------- | -------------------------------------- | -------------------------------------- | -------------------------------------- | -------------------------------------- | -------------------------------------- | -------------------------------------- | -------------------------------------- | -------------------------------------- | -------------------------------------- | -------------------------------------- |
| 1864                                   | 1878                                   | 1890                                   | 1900                                   | 1911                                   | 1920                                   | 1930                                   | 1940                                   | 1950                                   | 1960                                   | 1970                                   | 1981                                   | 1991                                   | 2001                                   | 2011                                   |
| 520                                    | 542                                    | 769                                    | 568                                    | 572                                    | 592                                    | 598                                    | 687                                    | 813                                    | 831                                    | 866                                    | 985                                    | 1149                                   | 1242                                   | 1247                                   |

| Répartition de la population par groupes d’âge | Répartition de la population par groupes d’âge | Répartition de la population par groupes d’âge | Répartition de la population par groupes d’âge | Répartition de la population par groupes d’âge | Répartition de la population par groupes d’âge | Répartition de la population par groupes d’âge | Répartition de la population par groupes d’âge | Répartition de la population par groupes d’âge | Répartition de la population par groupes d’âge |
| ---------------------------------------------- | ---------------------------------------------- | ---------------------------------------------- | ---------------------------------------------- | ---------------------------------------------- | ---------------------------------------------- | ---------------------------------------------- | ---------------------------------------------- | ---------------------------------------------- | ---------------------------------------------- |
| Année                                          | 0–14 ans                                       | 15–24 ans                                      | 25–64 ans                                      | > 65 ans                                       |                                                | 0–14 ans                                       | 15–24 ans                                      | 25–64 ans                                      | > 65 ans                                       |
| 2001                                           | 261                                            | 220                                            | 604                                            | 157                                            |                                                | 21,0 %                                         | 17,7 %                                         | 48,6 %                                         | 12,6 %                                         |
| 2011                                           | 208                                            | 175                                            | 701                                            | 163                                            |                                                | 16,7 %                                         | 14,0 %                                         | 56,2 %                                         | 13,1 %                                         |